# Керимоглу, Тугай
Тугай Керимоглу (тур. Tugay Kerimoğlu; род. 24 августа 1970, Стамбул) — турецкий футболист, центральный полузащитник; тренер. Игрок национальной сборной с 1990 по 2007 год. Сыграл за неё 94 матча, забил 2 гола. Выступал за «Галатасарай», шотландский «Рейнджерс» и английский «Блэкберн Роверс». В 2009 году завершил игровую карьеру.

## Игровая карьера

### Клуб
Тугай играл за «Галатасарай» в период с 1987 по 2000 год. За это время шесть раз выиграл турецкую лигу, а также четыре раза Кубок Турции. Став капитаном «Галатасарая» в сезоне 1992/93, он стал его самым молодым капитаном в истории. Подписал контракт с шотландским клубом «Рейнджерс» в 2000 году, в середине сезона, а уже через год, в сезоне 2001/02 Керимоглу присоединился к английскому клубу «Блэкберн Роверс».

## Достижения
Командные
«Галатасарай»
- Чемпион Турции (6): 1987/88, 1992/93, 1993/94, 1996/97, 1997/98, 1998/99
- Обладатель Кубка Турции (4): 1990/91, 1992/93, 1995/96, 1998/99
- Обладатель Суперкубка Турции (5): 1988, 1991, 1993, 1996, 1997

«Рейнджерс»
- Чемпион Шотландии: 1999/2000
- Обладатель Кубка Шотландии: 1999/2000

«Блэкберн Роверс»
- Кубок Футбольной лиги: 2001/02

Сборная Турции
- Бронзовый призёр Чемпионата мира: 2002

Личные
- Игрок года «Блэкберн»: 2004